# Лелуар, Морис
Мори́с Лелуа́р (фр. Maurice Leloir; 1 ноября 1853[…], бывший 11-й округ Парижа — 7 октября 1940[…], Париж) — французский живописец, художник театра и кино, книжный иллюстратор, писатель, общественный деятель. Глава Общества французских акварелистов, основатель и руководитель Общества истории костюма (1906).

## Биография
Морис Лелуар родился 1 ноября 1851 года в семье живописца Жан-Батиста Огюста Лелуара (1809—1892) и акварелистки Элоизы Колен (1820—1874), где и получил художественное профессиональное образование. Младший брат художника Александра Луи Лелуара.
Идя по стопам родителей, проявил себя талантливым создателем живописных полотен исторической тематики, много внимания уделял подготовке театральных декораций, афиш.

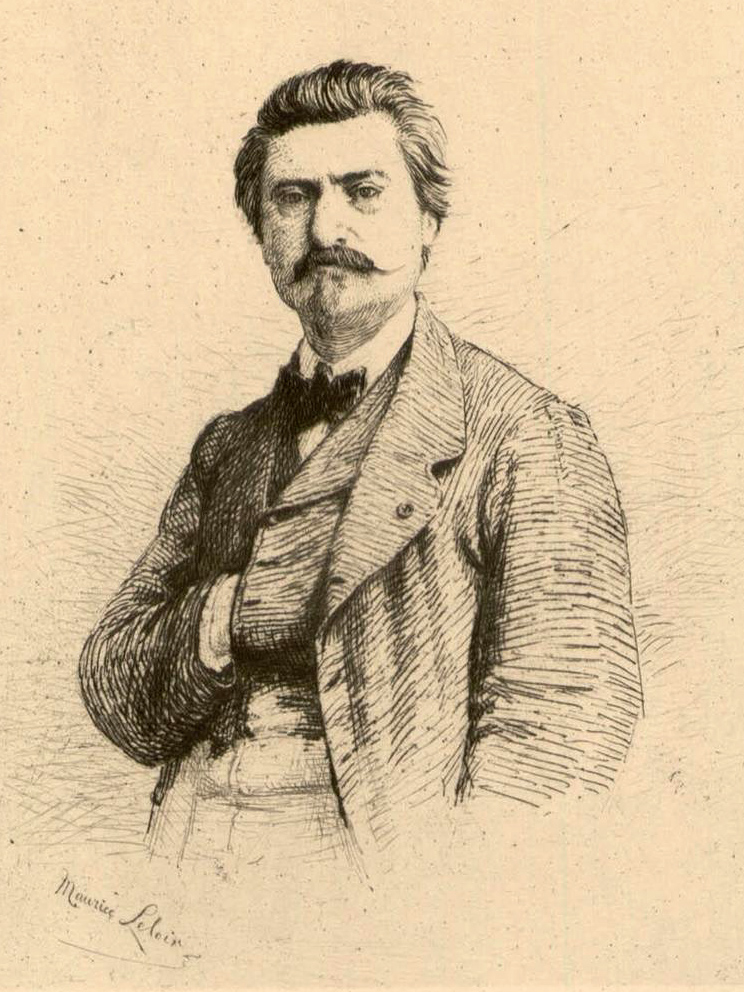
Морис Лелуар

Наиболее полно раскрылся его многосторонний талант в книжной графике. В 1884 году высокой оценки заслужили иллюстрации к «Сентиментальному путешествию по Франции и Италии» Лоренса Стерна, в 1885 году — к роману аббата Антуана Франсуа Прево «История кавалера де Грие и Манон Леско» для издательства «Launette».
Всемирную известность завоевали его 250 иллюстраций к юбилейному (50 лет со дня выхода в свет) двухтомнику «Три мушкетёра», вышедшему в парижском издательстве «Calmann Levy» (1894). Впоследствии он не раз обращался к творчеству Александра Дюма.
Художник проиллюстрировал также произведения Вольтера, Руссо, Дидро, Мольера, Лесажа, Бальзака, Мопассана и других писателей, драматургов, философов.
Проявил себя экспертом в области истории моды, основал Общество истории костюма, написал и проиллюстрировал «Словарь по истории костюма», собрал и передал в Музей Гальера (Музей Моды) свою коллекцию из более двух тысяч костюмов разных эпох. Выступал художественным консультантом в Голливуде.
Лучшие свои произведения художник создал на рубеже XIX—XX веков, творил до глубокой старости.
Морис Лелуар скончался 7 октября 1940 года в родном городе.